# ساندور تورغيلي
ساندور تورغيلي (بالمجرية: Torghelle Sándor)‏ (مواليد 5 مايو 1982 في بودابست) لاعب كرة قدم مجري دولي يجيد اللعب في خط الهجوم . يلعب حاليا لصالح نادي فورتونا دوسيلدورف الألماني منذ 2010 .

## روابط خارجية
- ساندور تورغيلي على موقع الاتحاد الأوربي (الإنجليزية)
- ساندور تورغيلي على موقع اتحاد المجر (الهنغارية)
- ساندور تورغيلي على موقع إي إس بي إن إف سي (الإنجليزية)
- ساندور تورغيلي على موقع قاعدة بيانات كرة القدم.إي يو (الإنجليزية)
- ساندور تورغيلي على موقع بيانات كرة القدم. دي إي (الألمانية)
- ساندور تورغيلي على موقع ناشيونال فوتبول تيمز (الإنجليزية)
- ساندور تورغيلي على موقع Soccerbase.com (لاعب) (الإنجليزية)
- ساندور تورغيلي على موقع Soccerway.com (الإنجليزية)
- ساندور تورغيلي على موقع عالم كرة القدم.نت (الإنجليزية)
- ساندور تورغيلي على موقع AS.com (الإسبانية)